# Abatos Planum
L'Abatos Planum è una struttura geologica della superficie di Tritone.